# Offroad (Film)
Offroad (Untertitel: Pack das Leben bei den Hörnern) ist ein deutscher Spielfilm aus dem Jahr 2012. Die Regie übernahm Elmar Fischer, der gemeinsam mit Susanne Hertel auch das Drehbuch verfasste. Die Komödie erzählt von der Geilenkirchenerin Meike, gespielt von Nora Tschirner, die bei einer Versteigerung in Besitz eines Jeeps gelangt, unter dessen Seitenverkleidung sie fünfzig Kilogramm Kokain findet. Als sie erfährt, dass ihr Verlobter sie betrügt, beschließt Meike, durch den Verkauf der Drogen einen Neustart zu wagen – ohne jedoch mit der Polizei und echten Dealern gerechnet zu haben.
Hergestellt wurde das Roadmovie von der Claussen+Wöbke+Putz Filmproduktion unter Leitung von Jakob Claussen und Uli Putz. Die Dreharbeiten fanden von Oktober bis November 2010 in Berlin, Düsseldorf und Geilenkirchen statt. Neben Tschirner konnten unter anderem Elyas M’Barek, Max von Pufendorf, Leslie Malton und Nora Binder für die Produktion verpflichtet werden. Bei Kritikern stieß Offroad nach Veröffentlichung auf gemischte bis negative Kritiken. Mit rund 421.000 Besuchern konnte sich der Spielfilm jedoch unter den zwanzig meistgesehenen deutschen Kinoproduktionen des Jahres 2012 platzieren.

## Handlung
Der Lebensweg der Geilenkirchener Juniorchefin Meike Pelzer scheint seit jeher vorbestimmt: Nach erfolgreichem Abschluss ihres Studiums der Betriebswirtschaftslehre erwarten sie die Heirat mit ihrem langjährigen Freund Philip sowie die baldige Übernahme des väterlichen Betriebes. Alles ändert sich mit dem Besuch einer Auktion: Mit der Ersteigerung eines Jeeps, der zuvor an der deutsch-holländischen Grenze beschlagnahmt worden war, nähert sich Meike der Erfüllung eines lange gehegten Traums: Sie möchte eine Offroad-Tour durch die Sahara machen. Noch während der Versteigerung tauchen Julian und Ulf auf, die ihr das Auto für ein Vielfaches abkaufen möchten – doch Meike lehnt dankend ab. Am nächsten Morgen entdeckt sie bei einer Probefahrt 50 kg Kokain im Kofferraum. Sie beschließt zur Polizei zu gehen und ihren Verlobten in den Vorfall einzuweihen. Doch als sie diesen bei sich zuhause aufsucht, erwartet sie eine böse Überraschung: Durchs Fenster beobachtet Meike, wie Philip sie gerade mit ihrer besten Freundin betrügt.
Enttäuscht und zornig zugleich entscheidet sich Meike, ihr beschauliches Leben vorerst hinter sich zu lassen und bricht mit dem Jeep auf in Richtung Düsseldorf. Dort angekommen versucht Meike das Kokain nachts vor einer Diskothek zu verkaufen. Doch als sie zwei potenziellen Käufern die Ware verkaufen will, wird sie blutig zusammengeschlagen. Julian und Ulf, die Meike indessen mit Hilfe eines Peilsenders verfolgt haben und im Auftrag ihres skrupellosen Chefs Tuschi das Kokain wiederbeschaffen sollen, sehen ihre Chance gekommen, der hilflosen Meike endlich den Autoschlüssel entwenden zu können. Gerade rechtzeitig werden die beiden jedoch von dem zur Hilfe eilenden Diskobesucher Salim und dessen Freundin Sarah vertrieben, die Meike über Nacht bei sich aufnehmen. Als Salim Tage später die Heimreise nach Berlin antritt, bietet Meike ihm spontan an, ihn zu begleiten. Während der Fahrt weiht sie ihn in das Geheimnis ihrer wertvollen Fracht ein. In der Hauptstadt angekommen arrangiert Salim über seine Schwester Özlem einen ersten Deal. Nach diesem mehr oder weniger erfolgreichen Start ihres „Geschäfts“ feiern Meike und Salim in einem Nachtklub und verbringen die Nacht gemeinsam im Jeep, wo sie auch miteinander schlafen.
Tuschi, Julian und Ulf ist es gelungen, Meikes Spur zu folgen und bedrohen zunächst Salim mit einem Messer. In einem wirren Handgemenge, bei dem auch Schüsse fallen, verlassen die drei Angreifer jedoch die Wohnung unverrichteter Dinge. Salim würde nun am liebsten die Polizei einschalten, um allem ein Ende zu machen. Als Meike in ihr Hotel zurückkehrt, wurde ihr Zimmer bereits von ihren Verfolgern verwüstet und die drei warten im Auto vor dem Hotel auf sie. Es gelingt ihr zwar, mit dem Jeep zu flüchten, doch wird sie nun von den dreien weiter verfolgt. Nach einer wilden Verfolgungsjagd kann sie jedoch unbeschadet davon kommen, während das Auto ihrer Verfolger einen Totalschaden erleidet. In ihrer Verzweiflung wendet sich Meike an Philip, dem sie versucht zu verzeihen. Sofort fliegt er nach Berlin und zieht mit Meike in die Wohnung eines Freundes, der gerade im Ausland ist. Meike weiht ihn in den unabsichtlichen Kokainbesitz ein und Philip plant sofort den Verkauf des gesamten Kokains über dunkle Kontakte, die er aus der Zeit seines Rechtsanwaltspraktikums in Berlin kennt. Abends führt Meike Philip in einen Nachtclub und entdeckt dort Fahndungsbilder von sich. Wider Erwarten stammen die Bilder von Salim, der auch plötzlich auf der Tanzfläche auftaucht. Nach einem kurzen Verwirrspiel und einem Gerangel zwischen Salim und Philip fahren Meike und Philip mit dem Taxi davon.
Der Tag der großen Übergabe des gesamten Kokains naht. Dazu treffen Meike und Philip dessen ehemaligen Chef auf einem großen Parkplatz, der ihnen hier das Geld übergeben soll. Doch werden sie dabei von Polizisten überrascht, die nun alle drei festnehmen. Zur großen Überraschung aller Beteiligten findet die Spurensicherung lediglich Waschmittel anstelle des Kokains, und die drei kommen wieder frei. Meike hat sofort den Verdacht, dass Salim den Austausch vorgenommen haben muss. Sie bricht mit Philip in dessen Wohnung ein und sucht nach dem Kokain. Als Salim nach Hause kommt, beteuert er, an dem Rauschgift keinerlei Interesse zu haben. Noch bevor Philip das Kokain an sich nehmen kann, startet Meike die Waschmaschine, in welcher das Kokain versteckt ist und alles wird vernichtet. Am Ende fahren Meike und Salim gemeinsam im Jeep Richtung Sahara.

## Hintergrund
Die Idee zu Offroad entwickelte Regisseur Elmar Fischer bereits kurz nach Fertigstellung seines ersten Kinofilms Fremder Freund (2002), nachdem er in der Zeitung auf einen Bericht gestoßen war, in dem ein Mann beim Zoll ein Auto ersteigert und darin eine außergewöhnlich große Menge Kokain gefunden hatte. Während Fischer bei den ersten Entwürfen des Drehbuchs noch mit einem 40-jährigen Mann als Hauptfigur experimentierte, entschied er sich schließlich „eine Frau Mitte, Ende 20, gerade im Beruf etabliert“ in den Fokus zu stellen, die die Geschichte laut eigenen Aussagen sowohl als „angry young woman“ als auch als Heldin spannender gestalten sollte. Später stieg Co-Autorin Susanne
Hertel mit in die Skript-Entwicklung ein.

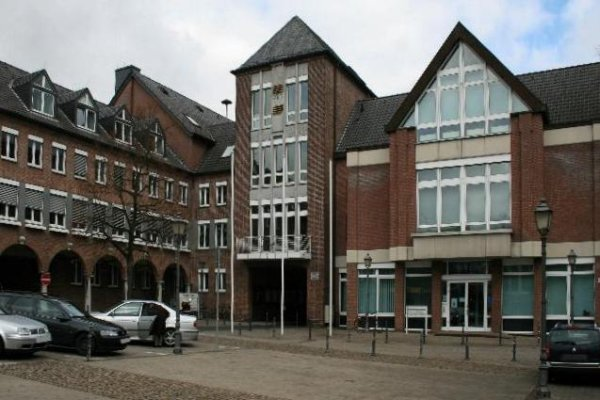
Die Dreharbeiten fanden unter anderem auf dem Marktplatz in Geilenkirchen statt.

 Die Produktion übernahm die Claussen+Wöbke+Putz Filmproduktion aus München. Produzent Jakob Claussen, der seit geraumer Zeit nach einem Kinostoff für Nora Tschirner gesucht hatte, trug das Drehbuch schließlich an die Schauspielerin heran. Der Besetzungsprozess, dessen Castings unter Leitung von Agentin Daniela Tolkien mit Tschirner im Hinterkopf abgehalten wurden, zog sich letztendlich über ein Jahr hin. Recht früh kristallisierte sich dabei Elyas M’Barek, mit dem Tschirner zuvor bereits in Til Schweigers Zweiohrküken (2009) und der TV-Serie Doctor’s Diary vor der Kamera gestanden hatte, als männliche Hauptfigur heraus. Für die drei Figuren Tuschi, Julian und Ulf ließen die Produzenten zwölf Kandidaten in verschiedenen Konstellationen vorspielen; letztlich gingen mit Thomas Fränzel, Stefan Rudolf und Tonio Arango drei Besetzungen hervor, die Fischer sich schon in der Entwicklung vorgestellt hatte.
Gedreht wurde Fischers zweite Kinoproduktion zwischen dem 6. Oktober und 25. November 2010 in Berlin, Düsseldorf, Ratingen und Geilenkirchen. Fischer verbrachte seine Jugend in Geilenkirchen. Laut Claussen war es dessen großer Wunsch gewesen, die Dreharbeiten unter anderem dort stattfinden zu lassen. Die Finanzierung wurde durch die Filmförderungsanstalt, die Filmstiftung Nordrhein-Westfalen, den FilmFernsehFonds Bayern, das Medienboard Berlin-Brandenburg und den Deutschen Filmförderfonds maßgeblich unterstützt. Bei dem Geländewagen, der im Zentrum des Films steht, handelt es sich um einen Jeep Grand Wagoneer, wie er zwischen 1987 und 1991 von Chrysler gebaut wurde.

## Kritiken
Melanie Lauer von Filmstarts bezeichnete Offroad in ihrer Rezension als „recht kurzweilige, aber auch wenig innovative“ Kost und schrieb: „So weit, so vorhersehbar. Dass Offroad aber trotz der nicht sehr originellen Story durchaus unterhaltsam ist, liegt vor allem an den charmanten Darstellern […] Dank eines flotten Erzähltempos ist [der Film] über weite Strecken eine amüsante und kurzweilige Komödie, die aber unter ihrer Schablonenhaftigkeit und Vorhersehbarkeit leidet. Etwas mehr von der Abenteuerlust seiner Hauptfiguren hätte Regisseur Elmar Fischer gut getan“. Dass den Film dennoch unterhaltsam sei, liege vor allem an den „charmanten Darstellern“.

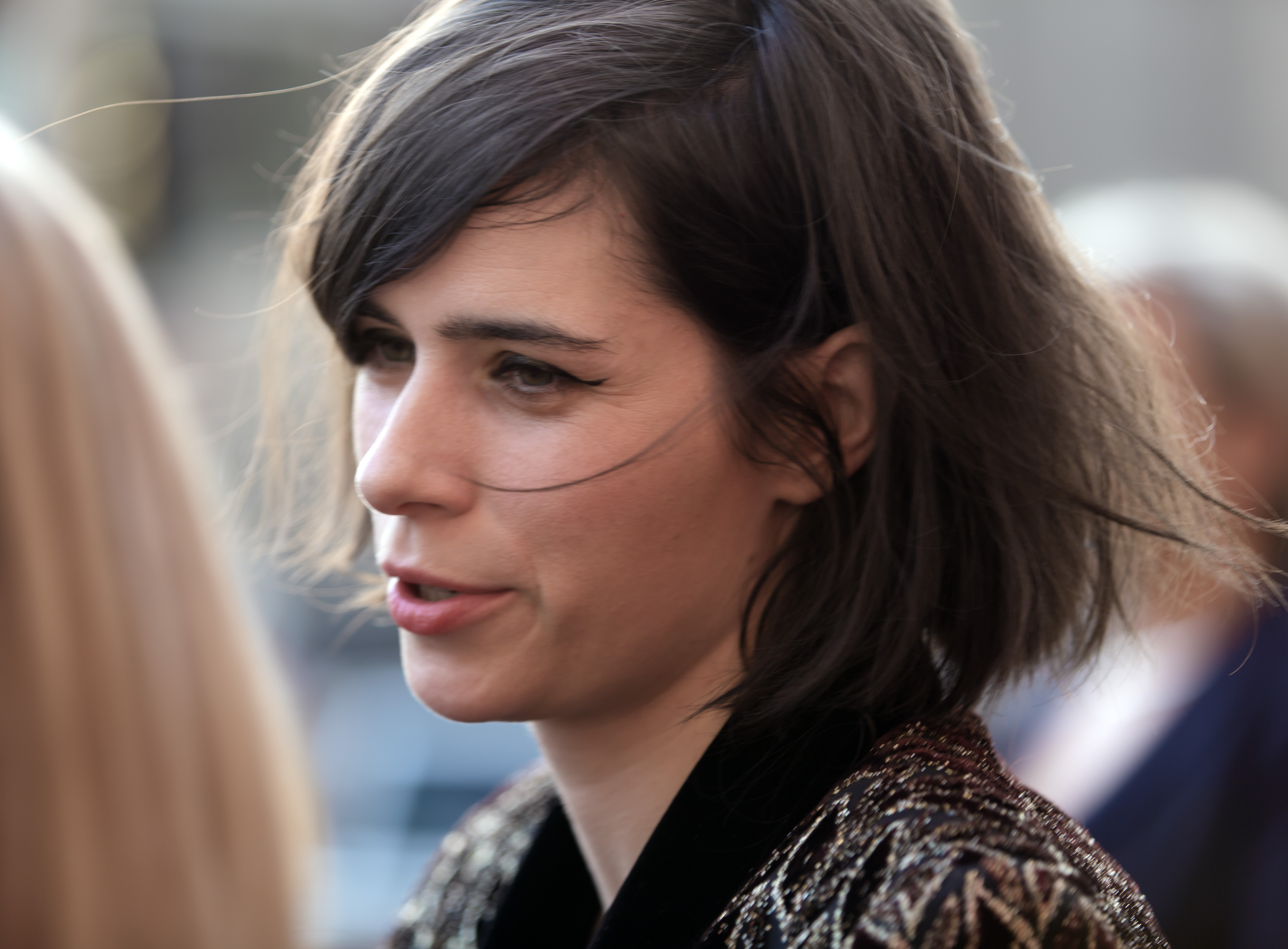
Nora Tschirner erntete positive Kritiken für ihre Darstellung.

Hans-Ulrich Pönack nannte den Film in seiner Kritik für Deutschlandradio eine „konstruierte Schwachkomödie“, die nur „biederen und berechenbaren Witz zu bieten“ habe. Offroad „sei einer dieser deutschen Achherrjeh-Filmchen. Mit viel mehr TV-Regungen als Kino-Bewegungen,mit reichlich Logik-Löchern und viel unlustigem Getue und Gequatsche […] Anstatt visuell erzählend aufzulösen, bekommen wir Deutung und Moral brav-wortreich mitgeteilt. Gähn“. Tschirner bemühe „sich vergeblich, gegen ein schlaffes Drehbuch anzumimen“, und biete „nur biedere, vorhersehbare Heiterkeit“. M’Barek hingegen krampfe „sich durch die arg konstruierte Flachwitzszenerie“.
Manfred Riepe vom Evangelischen Pressedienst befand, dass sich Fischer an einem am „Mix von Roadmovie, Krimiparodie und Multikulti“ versuche, trotz „ansprechender Leistung der beiden Hauptdarsteller“ jedoch nur „ein mäßig originelles“ Resultat erziele, das kaum „die eingefahrenen Wege des Genres“ verlasse. Offroad biete „eine typische, allzu typische Komödiensituation“ mit „viel Klamauk“. Einzig Tschirner setze in ihrer Rolle der Meike „Glanzpunkte“. Rainer Tittelbach deklarierte den Spielfilm als „verkapptes Road-Movie, das holpert und stolpert und nie in Gang kommt. Komödie voller Chargen und dummem Gequatsche“.
Norbert Wehrstedt, Redakteur bei der Hannoverschen Allgemeine Zeitung bezeichnete die Produktion als „antriebsschwache Komödie“ und schrieb weiter: „In Elmar Fischers Roadmovie Offroad faucht nicht gerade der Tiger im Tank, das Lustspiel stottert und stolpert etwas antriebslos vor sich hin. Der Regisseur versucht, Ironie mit Action und Gefühle mit womöglich parodistisch gemeinten Szenen zu mischen. Aber alles so zögerlich, dass auch Wischblenden, Bildteilungen, schnelle Schnitte und gesuchte Kameraperspektiven wenig bringen. Zumal die Dialoge meist witzlos alles erklären, was die Bilder sowieso zeigen“.
Das branchennahe Portal Kino.de nannte Offroad einen „Spaßfilm“, der einen „turbulenten Mix aus Komödie, Thriller und Roadmovie“ darstelle: „Virtuos setzt [Fischer] auf Tempo und schnelle Schnitte, Autostunts, Verfolgungsjagden und Schießereien inklusive. US-Hits wie Ocean’s Eleven oder Thomas Crown ist nicht zu fassen werden auf deutsche Verhältnisse umdekliniert, Split-Screen-Technik kommt klug zum Einsatz und Ali M. Askins schwungvoller Ethno-Soundtrack befeuert die Handlung“. Die Rheinische Post schrieb, das Drehbuch bemühe viele Klischees und entwickle keinen Erzählfluss. Immerhin seien Tschirner und M’Barek „sympathische Hauptdarsteller“.

## Erfolg
In Deutschland wurde Offroad am 12. Januar 2012 durch einen Verleih Paramount Pictures zur öffentlichen Vorführung freigegeben. Der Spielfilm verzeichnete nach Ende des ersten Wochenendes rund 130.000 Kinogänger in 316 Kinos und platzierte sich damit hinter Ziemlich beste Freunde, Verblendung, Sherlock Holmes: Spiel im Schatten und Rubbeldiekatz auf Platz fünf der deutschen Kinocharts. Bis Ende Februar erreichte der Film in Deutschland etwa 416.000 Zuschauer. Mit insgesamt 421.400 Besuchern bis Jahresende konnte sich die Komödie auf Platz 18 der meistgesehenen deutschen Kinoproduktionen des Jahres 2012 platzieren.

## Auszeichnungen
Die Deutsche Film- und Medienbewertung (FBW) verlieh dem Film das Prädikat „besonders wertvoll“. Die Jury bezeichnete die Produktion als „rasant inszenierten Kriminalkomödie, [die] mit viel Fantasie und Übermut gegen den Strich des Genres gestrickt“ sei und sich gekonnt „neuen Variationen vieler Standardsituationen“ bediene. Getragen würde der Film jedoch von „Tschirner […] in einer Rolle, die ihr offensichtlich auf den Leib geschrieben wurde. Als Meike kann sie gelangweilt, eingeschnappt, abenteuerlustig, stur, trocken, verletzlich und gewitzt sein – und meist reicht eine beiläufige Geste oder ein Verziehen des Gesichts, um diese Eigenschaft zugleich sehr überzeugend, sympathisch und witzig auszudrücken.“